# Maria Hulanicka-Dziechcińska
Maria Danuta Hulanicka-Dziechcińska – polska biochemik, profesor nauk chemicznych.

## Życiorys
W 1952 r. ukończyła studia na Uniwersytecie Warszawskim, w 1983 r. uzyskała tytuł profesora nauk chemicznych. Pracowała w Instytucie Biochemii i Biofizyki Polskiej Akademii Nauk, gdzie kierowała Zakładem Biochemii Mikroorganizmów.